# Basilejský chlapecký sbor
Basilejský chlapecký sbor je světově významný švýcarský dětský pěvecký sbor, pod tímto názvem působící od roku 1927. Sbor zpívá klasickou hudbu. Jak sakrální tak světskou. Sbor již vydal řadu CDéček a kazet.